# Knoet II van Zweden
Knoet II (ook bekend als Knoet Holmgersson, Knut Långe en Knut Långe till Sko) (? - 1234), was van 1229 tot 1234 koning van Zweden.
Knoets vader was Holmger Filipsson, die volgens de saga's een kleinzoon van Erik IX van Zweden was. Uit zijn huwelijk (vermoedelijk met Helena Pedersdotter Strange) werden twee zonen geboren, die later door Birger Jarl onder zijn hoede werden genomen.
Als de zesjarige en nog minderjarige Erik XI in het jaar 1222 tot koning gekozen wordt, behoort Knoet tot de Raad van Regenten die het land in zijn plaats besturen. In 1229 verbindt Knoet zich met het geslacht Folkung (Bjelbo). De Slag bij Olustra leidt tot de afzetting van de dan dertienjarige koning. Hierna werd Knoet tot aan zijn dood in 1234 koning.
Knoets zoon Holmger Knutsson probeerde samen met het huis Folkung in 1247 de troon te veroveren, maar werd verslagen door Birger Jarl en onthoofd.

Erik VI · Olaf II · Anund Jacob · Emund · Stenkil · Erik VII · Erik VIII · Halsten · Haakon · Inge I · Sven · Erik Årsäll · Filips · Inge II · Ragnvald · Magnus · Sverker I · Erik IX · Karel VII · Knoet I · Sverker II · Erik X · Johan I · Erik XI · Knoet II · Waldemar I · Magnus I · Birger I · Magnus II · Albrecht · Margaretha · Erik XIII · Christoffel · Karel VIII · Christiaan I · Johan II · Christiaan II · Gustaaf I · Erik XIV · Johan III · Sigismund · Karel IX · Gustaaf II Adolf · Christina · Karel X Gustaaf · Karel XI · Karel XII · Ulrike Eleonora · Frederik · Adolf Frederik · Gustaaf III · Gustaaf IV Adolf · Karel XIII · Karel XIV Johan · Oscar I · Karel XV · Oscar II · Gustaaf V · Gustaaf VI Adolf · Carl Gustaf XVI